# جوردن كلارك
جوردن كلارك (بالإنجليزية: Jordan Clarke)‏ (و. 1950 – م) هو ممثل، وممثل أفلام، من الولايات المتحدة الأمريكية، ولد في روتشستر.

## التعليم
تعلم في جامعة كورنيل.

## وصلات خارجية
- جوردن كلارك على موقع IMDb (الإنجليزية)
- جوردن كلارك على موقع قاعدة بيانات الفيلم (الإنجليزية)